# Usage de l'Internet
Ne doit pas être confondu avec Utilisation d'Internet ou Accès à Internet.
 (janvier 2020).
Si vous disposez d'ouvrages ou d'articles de référence ou si vous connaissez des sites web de qualité traitant du thème abordé ici, merci de compléter l'article en donnant les références utiles à sa vérifiabilité et en les liant à la section « Notes et références ».
Un usage de l'Internet est une manière d'utiliser le réseau Internet. Il en existe de multiples. Certains de ces usages ne sont pas spécifiques à ce réseau mais sont disponibles sur d'autres réseaux, tels qu'un réseau local Ethernet. Chacun d'eux est disponible à l'aide d'un logiciel applicatif, ou d'un ensemble de logiciels.
En 2019, les usages définissent la nouvelle frontière de la fracture numérique au détriment de l'achat des terminaux ou de l'abonnement à internet.
La recherche d'information sur l'Internet est justifiée par le volume d'informations disponibles via ce réseau, la vitesse avec laquelle l'information est transmise et son faible coût monétaire. Avec Internet, les entreprises réalisent des études documentaires à des fins commerciales, les universitaires avancent dans leurs travaux de recherche et les publient et les particuliers organisent leurs loisirs, tels que la préparation de leurs voyages ou l'animation de leurs associations. Les sites web institutionnels, les annuaires, les blogs et les moteurs de recherche sont des moyens disponibles sur l'Internet pour réaliser ces recherches.
Le courrier électronique sur l'Internet permet à des particuliers de correspondre entre eux, avec des administrations ou avec des entreprises, à moindre coût et sans complexité majeure du fait de la banalisation des interfaces. Il évite ainsi le recours au courrier papier et participe au déclin de la distribution traditionnelle des lettres. Certains fournisseur d'accès le proposent à leurs clients avec l'abonnement au réseau.
La téléphonie sur l'Internet consiste à utiliser ce réseau pour téléphoner. Cet usage permet de s'affranchir des services traditionnels de téléphonie délivrés par des opérateurs historiques et passer par les réseaux des opérateurs alternatifs, généralement meilleur marché.
La communication institutionnelle ou commerciale via un site web est un usage devenu important dans la communication des organisations sociales, telles que des administrations ou des entreprises, et celle des personnes physiques, telles que les personnalités politiques ou du monde du spectacle. Il donne à son propriétaire la possibilité de délivrer de l'information à tous les internautes et donc de communiquer avec ses actionnaires, ses clients ou son public. Par exemple, grâce à des services tels que Facebook, Twitter ou Instagram, Internet est employé par des célébrités comme un moyen de se rapprocher de leurs fans en partageant avec eux des moments intimes de leur vie hors caméras.
Sur Internet, une partie peut se jouer en ligne, en particulier non plus avec l'ordinateur mais avec des personnes physiques distantes. Les logiciels de jeu massivement multijoueur sont conçus pour rassembler un grand nombre d'internautes autour d'une seule et même partie.
Le commerce électronique consiste à présenter sur un site web des produits et des services pour les proposer à la vente. La transaction commerciale complète peut se faire « en ligne », du devis à l'encaissement du paiement via une transaction bancaire « en ligne ». Les professionnels du tourisme et du matériel informatique ont été précurseurs de cet usage. La vente de particulier à particulier d'articles d'occasion est une des formes de commerce électronique.
Le réseautage social facilite le contact, la communication et les échanges entre les personnes. Il est employé tant à des fins privées, par exemple pour faire des rencontres sur des sites de rencontres, qu'à des fins professionnelles, par exemple pour trouver un emploi.